# Llista d'espècies extingides de Jurassic Park
En la següent taula es recullen els  gèneres extints que han aparegut en la franquícia Parc Juràssic, basada en les Novel·les Parc Juràssic i El món perdut, escrites per Michael Crichton.
| Gènere extint               | Parc Juràssic | El món perdut | Parc Juràssic III | Novel·la Parc Juràssic | Novel·la El món perdut | Informació |
| --------------------------- | ------------- | ------------- | ----------------- | ---------------------- | ---------------------- | --- |
| Tyrannosaurus               | Sí            | Sí            | Sí                | Sí                     | Sí                     | Un dels dinosaures més famosos de la franquícia, el tiranosaure va ser retratat fidel a la realitat, dotant-ho en la segona pel·lícula d'una cria. En el tercer film apareix un exemplar jove menjant i després lluitant amb l'Espinosaure, Nmés per ser mort per ell. |
| Velociraptor                | Sí            | Sí            | Sí                | Sí                     | Sí                     | En totes les pel·lícules de Parc Juràssic, el velociràptor és dels dinosaures més comuns de l'illa. Són retratats com els més intel·ligents de tots els animals de la saga. Els personatges es refereixen en ocasions a ells com a "raptors". |
| Triceratops                 | Sí            | Sí            | Sí                | Sí                     | Sí                     | A pesar que sempre ha estat un diNsaure popular, el triceratops no té cap funció important. En la primera pel·lícula, un estava malalt i era examinat per Ellie Sattler (interpretada per Laura Dern) i el doctor Harding. En la segona, un triceratops és capturat pels caçadors d'InGen, i després alliberat, destruint el campament dels caçadors, al mateix temps amb el suport d'altres dinosaures.                                                          |
| Stegosaurus                 | No            | Sí            | Sí                | Sí                     | Sí                     | Un grup d'estegosaurios veu a Sarah fotografiar a la seva cria, i creient que era una amenaça carreguen amb ella. Els estegosaures són també víctimes dels caçadors, però són alliberats al costat dels altres dinosaures. Èn el tercer lliurament no tenen cap rellevància i són vists solament com a animals de fons. |
| Parasaurolophus             | Sí            | Sí            | Sí                | No                     | Sí                     | Aquests animals es veuen en cada pel·lícula. En la primera es troben prop d'un estany al costat d'un braquisaure. A El món perdut, alguns són capturats, i en l'últim lliurament se'ls veu al costat d'uns coritosaures i uns pocs segons al costat d'altres dinosaures que el dr. Grant i els altres troben herbívors prop del riu. |
| Gallimimus                  | Sí            | Sí            | No                | No                     | Sí                     | Quan els nets d'en Hammond i Alan Grant estaven corrent en una plana, una rajada de gallimimus és espantada per un T. rex, i un d'ells mort per ell. En la segona pel·lícula, apareixen corrent i sent capturats pels caçadors i més tard s'uneixen als altres dinosaures a destrossar el campament d'InGen. |
| Brachiosaurus               | Sí            | No            | Sí                | No                     | No                     | El braquiosaure va ser el primer dinosaure que va aparèixer en la pel·lícula (si no expliquem el velociràptor del començament), instant que la revista Empire va catalogar com el 28º moment més màgic del cinema. En la seva primera aparició menjava de les branques dels arbres, per tornar-se'ls a veure quan Alan i els nens passen la nit en un arbre, on una femella esternuda enfront de Lex. En la tercera pel·lícula apareix breument en dues ocasions. |
| Dilophosaurus               | Sí            | No            | No                | Sí                     | No                     | Se suposava que el Dilofosaure era part del primer recorregut de "Jurassic Park", però no va ser vist. Quan Dennis Nedry intentava arreglar el seu Jeep i treure'l del fang, va anar salvatgement encegat i assassinat pel Dilofosaure. |
| Compsognathus               | No            | Sí            | Sí                | No                     | No                     | Est és un petit però mortífer dinosaure del Parc Juràssic. En general és un animal pacífic, però ataca quan se'l provoca. Diversos compsognatos van matar a Dieter Stark a El món perdut. També van ser uns dels dinosaures capturats, i després apareixen amb els altres fent destrosses en el campament. |
| Pteranodon                  | No            | Sí            | Sí                | No                     | No                     | A El món perdut es mostra a un breument volant sobre els T. rex. La seva aparició més rellevant va ser en Parc Juràssic III, quan Alan Grant i els altres van entrar en l'ocellera i van ser atacats per ells. També se'ls veu al final volant fora de l'illa, a causa que Amanda Kirby N va tancar correctament la seva ocellera. |
| Pachycephalosaurus          | No            | Sí            | No                | No                     | Sí                     | A El món perdut es mostra a un grup de caçadors d'InGen capturant un. Sarah i Nick l'alliberen i llavors, el Paquicèfalosaure es va unir als diNsaures que destrossaven el campament base d'InGen, buscant a qui copejar. |
| Spinosaurus                 | No            | No            | Sí                | No                     | No                     | L'assessor científic de Parc Juràssic III, Jack Horner, va decidir retirar el T. rex per les seves aparicions en els dos films anteriors, i va introduir a l'Espinosaure en la franquícia. En aquest lliurament, l'animal adquireix protagonisme en assassinar un T.Rex després de destruir l'avió on viatjaven en Grant i els altres. |
| Ankylosaurus                | No            | No            | Sí                | No                     | No                     | Aquests dinosaures són vists a Parc Juràssic III, però no tenen major rellevància. |
| Corythosaurus               | No            | No            | Sí                | No                     | No                     | En 'Parc Juràssic III es veuen amb Coritosauries en grup al costat d'un Parasaurolopus quan els personatges fugen a través de la prada. |
| Ceratosaurus                | No            | No            | Sí                | No                     | No                     | Mentre Alan i la resta del grup furguen entre la femta d'espinosaure buscant el mòbil de Kirby, un ceratosaure s'apropa a ells, però després s'allunya en adonar-se que tenien les mans brutes. |
| Mamenchisaurus              | No            | Sí            | No                | No                     | No                     | Es veu un mamenquisaure en el ramat que els caçadors ataquen a El món perdut, però N es veu que capturen un ni apareix destrossant el campament. |
| Procompsognathus            | No            | No            | No                | Sí                     | Sí                     | Juguen el mateix rol que els compsognatus de les pel·lícules. Al final de la primera Novel·la es revela que són lleugerament verinosos i maten a John Hammond. |
| Apatosaurus                 | No            | No            | No                | Sí                     | Sí                     | El primer diNsaure vist a l'illa. |
| Maiasaura                   | No            | No            | No                | Sí                     | Sí                     | Quan Alan Gran i els nens desperten d'una migdiada, descobreixen un maiasaura menjant prop d'ells, i accidentalment els espanten. |
| Cearadactylus               | No            | No            | No                | Sí                     | No                     | En la Novel·la, els Pterodàctils de l'ocellera ens són pteranodonts, sinó cerodáctilos. Assetgen a Grant i els nens quan entren en el seu recinte. |
| Hypsilophodon               | No            | No            | No                | Sí                     | Sí                     | Són uns dels primers dinosaures vists en el recorregut, després dels procompsognatus, els velociraptors i els apatosaures. |
| Carnotaurus                 | No            | No            | No                | No                     | Sí                     | Un estrany dinosaure de molt poca rellevància, excepte al començament de El món perdut, en el qual un parell d'ells ataca a Richard Levine i maten a la seva guia. A més són capaços de canviar el color de la seva pell com un camaleó. |
| Othnielia                   | No            | No            | No                | Sí                     | No                     | Aquests petits dinosaures són sobrenomenats "othys", i es troben en els arbres. |
| Styracosaurus               | No            | No            | No                | Sí                     | No                     | Esmentat únicament. |
| Mussaurus                   | No            | No            | No                | No                     | Sí                     | Vist només una vegada, abans que Levine i la seva guia anessin emboscats pels carnotaures. |
| Hadrosaurus                 | No            | No            | No                | Sí                     | No                     | Un grup d'aquests fuig en estampida en ser atacat pel tiranosaure. |
| Microceratops/Callovosaurus | No            | No            | No                | Sí                     | No                     | En algunes edicions anomenat Microceratops, se li rebateja com Microceratus o callovosaure. |
| Euoplocephalus              | No            | No            | No                | Sí                     | No                     | Esmentat únicament. |
| Ornitholestes               | No            | No            | No                | No                     | Sí                     | A la platja, Levine examina una "forma aberrant". No és capaç d'identificar-ho precisament, però conclou que és un Ornitholestes. No obstant això, sobre la base del descobriment de cromatòfors en la mostra de pell, és probable que es tractés d'un carnotaure, tret que els Ornitholestes' de Crichton també puguin canviar el color de la seva pell. |
| Troodon                     | No            | No            | No                | No                     | Sí                     | Esmentat únicament. |